# Corsa del siero

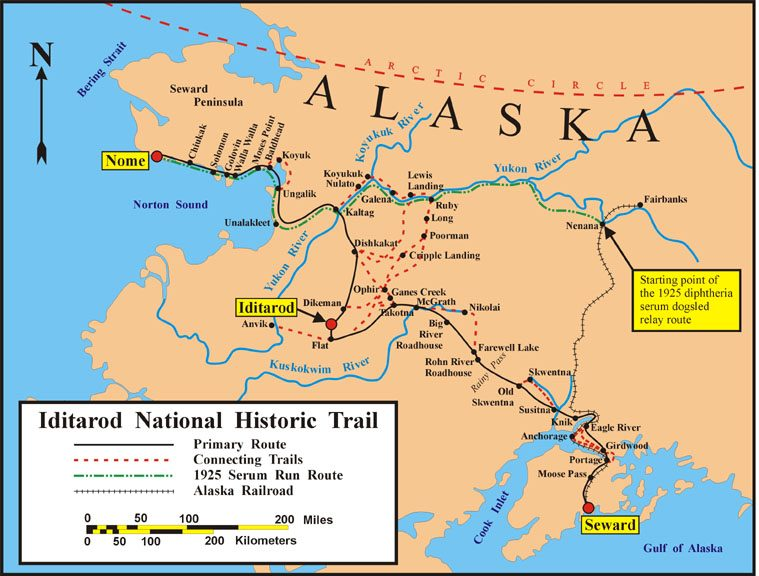
Mappa dei sentieri storici ed attuali dell'Iditarod; le linee indicano: in nero la strada principale, tratteggiate rosse le strade di connessione alla principale, tratteggiato verde il percorso della Corsa del siero, l'ultima la linea ferroviaria.

La Corsa del siero (conosciuta anche come la Grande Corsa della Misericordia) è stata un trasporto di antitossina difterica lungo il territorio statunitense dell'Alaska tramite staffetta, di circa 150 cani da slitta e 20 mushers, i quali percorsero una distanza di 1085 km (674 miglia) dal 27 gennaio al 1º febbraio 1925; l'impresa salvò la cittadina di Nome e le comunità circostanti da un'epidemia in via di sviluppo.
Sia i mushers che i loro cani sono stati ritratti come eroi durante la radiocronaca del momento e vennero inseriti in prima pagina su tutti i quotidiani degli Stati Uniti. Balto, il cane da slitta principale nel tratto finale verso Nome, divenne la celebrità canina più famosa dell'epoca dopo Rin Tin Tin; una sua statua è una popolare attrazione turistica sia nel Central Park di New York che nel centro di Anchorage, in Alaska. Togo fu però il cane che coprì il tratto più lungo della corsa, 420 km (260 miglia), mentre Balto ne coprì 55.
Il cane da slitta era il principale mezzo di trasporto e di comunicazione nelle comunità subartiche di tutto il mondo e questo evento divenne il più grande nella storia del mushing.

## Locazione e geografia

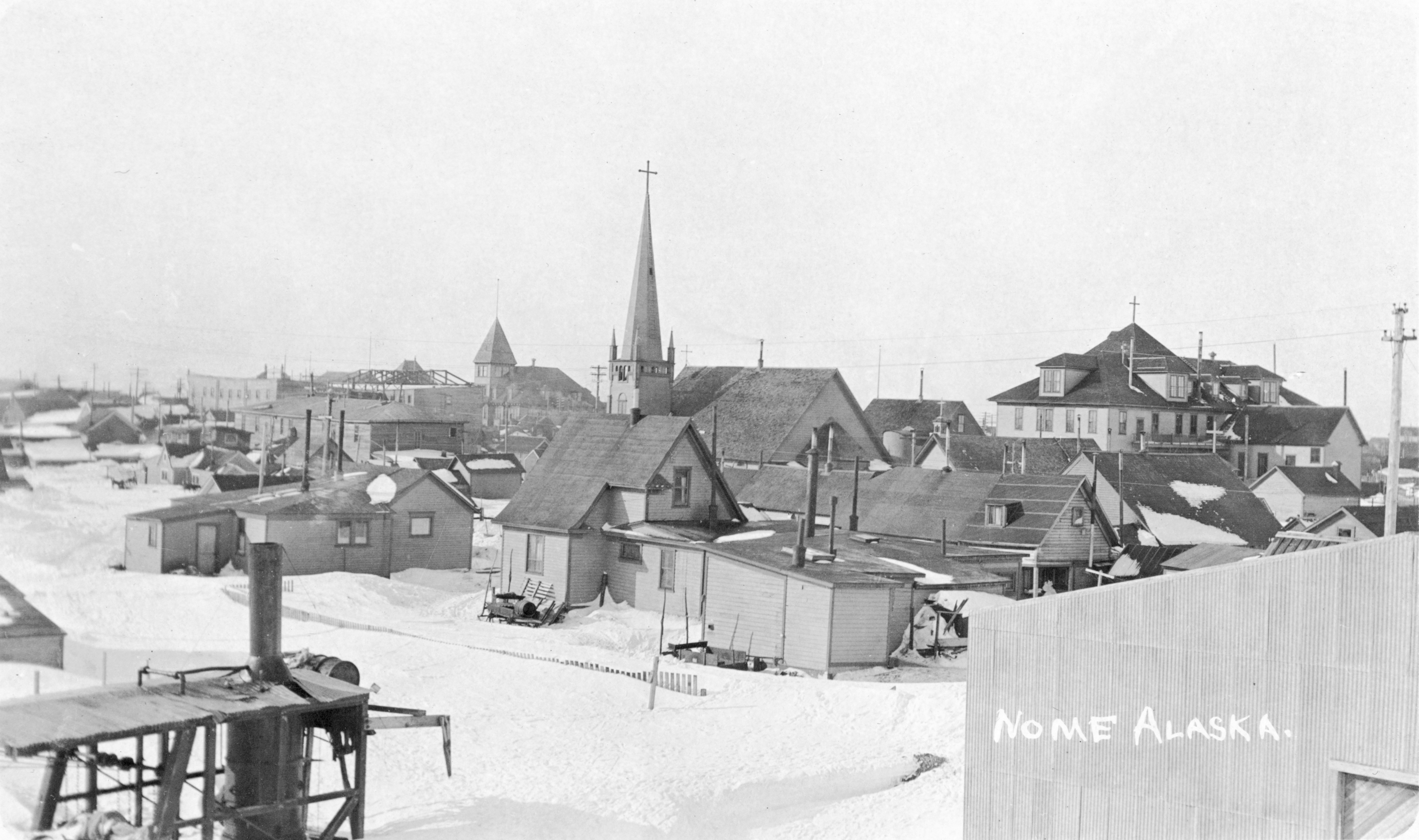
Vista di Nome, nel 1916.

Nome, Alaska, si trova a circa 2 gradi a sud del circolo polare artico e sebbene notevolmente diminuita dal suo picco di 20 000 abitanti durante i giorni della corsa all'oro del Klondike, all'inizio del XX secolo, era ancora la più grande città dell'Alaska settentrionale nel 1925, con 455 nativi dell'Alaska e 975 coloni di discendenza europea.
Da novembre a luglio, il porto sulla sponda meridionale della penisola di Seward, sul mare di Bering, era ghiacciato ed inaccessibile con le navi a vapore. L'unico collegamento con il resto del mondo durante l'inverno era l'Iditarod Trail, che percorreva 1 510 km dal porto di Seward a sud, attraverso diverse catene montuose ed il vasto interno dell'Alaska prima di raggiungere Nome. La principale fonte di posta e rifornimenti necessari, nel 1925, era la slitta trainata da cani, ma entro un decennio i "voli selvaggi" (Bush pilots) sarebbero diventati il mezzo di trasporto dominante durante i mesi invernali.

## Scoppio dell'epidemia e richiesta di aiuto
Nell'inverno 1924-1925, Curtis Welch era l'unico medico di Nome, che serviva la città e le comunità circostanti; era assistito da quattro infermiere al Maynard Columbus Hospital, composto solo da 25 letti. Diversi mesi prima, Welch aveva inoltrato un ordine per più antitossine difteriche, dopo aver scoperto che l'intero lotto ancora presente in ospedale era scaduto. Tuttavia, la spedizione sostitutiva non arrivò prima che il porto fosse chiuso dal ghiaccio per l'inverno e non fu possibile spedirne altre a Nome fino alla primavera.
Nel dicembre 1924, diversi giorni dopo che l'ultima nave lasciò il porto, Welch curò alcuni bambini per quello che aveva prima diagnosticato come mal di gola o tonsillite, respingendo inizialmente la difterite in quanto estremamente contagiosa; si sarebbe pertanto aspettato di vedere più sintomi fra le varie famiglie o altri casi in città, invece di riscontrare pochi casi isolati. Nelle settimane successive, con l'aumento del numero di casi di "tonsillite" e la morte di quattro bambini, che Welch non poté sottoporre ad autopsia, si preoccupò sempre più della difterite.
A metà gennaio 1925, Welch diagnosticò ufficialmente il primo caso di difterite in un bambino di tre anni, che morì solo due settimane dopo essersi ammalato. Il giorno seguente, quando una bambina di sette anni presentava gli stessi sintomi rivelatori della difterite, Welch tentò di somministrarle un po' dell'antitossina scaduta per vedere se poteva ancora avere qualche effetto, ma la giovane morì poche ore dopo. Rendendosi conto che un'epidemia era imminente, quella sera stessa Welch chiamò il sindaco George Maynard per organizzare una riunione di emergenza del consiglio comunale. Il consiglio immediatamente dispose una quarantena. Il giorno seguente, il 22 gennaio 1925, Welch inviò radiotelegrammi a tutte le altre principali città dell'Alaska per avvertirle del rischio per la salute pubblica e ne inviò uno anche allo United States Public Health Service di Washington, chiedendo assistenza.
Nonostante la quarantena, alla fine di gennaio c'erano oltre 20 casi confermati di difterite ed almeno altri 50 a rischio. Senza antitossina, ci si aspettava che nella popolazione della regione circostante di circa 10 000 persone, il tasso di mortalità potesse essere vicino al 100%. Una precedente pandemia influenzale, la cosiddetta "influenza spagnola", aveva colpito l'area nel 1918 e nel 1919 ed aveva spazzato via circa il 50% della popolazione nativa di Nome e l'8% della popolazione nativa dell'Alaska. Più di 1 000 persone morirono nel nord-ovest dell'Alaska ed il doppio in tutto lo Stato. La maggior parte erano nativi dell'Alaska che non avevano resistenza a nessuna delle due malattie.

## Risoluzione al problema
Alla riunione del consiglio della sanità del 24 gennaio, il sovrintendente Mark Summers, degli Hammon Consolidated Gold Fields, propose una staffetta con slitte trainate da cani utilizzandone due squadre veloci. Una sarebbe iniziata a Nenana e l'altra a Nome ed entrambe si sarebbero incontrate a Nulato. Il viaggio da Nulato a Nome normalmente durava 30 giorni, anche se il record era di nove. Welch stimò che il siero sarebbe durato solo sei giorni nelle condizioni brutali sul sentiero. L'impiegato di Summers, il norvegese Leonhard Seppala, venne scelto per il viaggio di andata e ritorno di 1 014 km, da Nome a Nulato e ritorno. In precedenza aveva corso da Nome a Nulato in quattro giorni da record, aveva vinto tre volte l'All-Alaska Sweepstakes ed era diventato una sorta di leggenda per le sue capacità atletiche e il rapporto con i suoi Siberian husky. Il suo cane guida, il dodicenne Togo, era altrettanto famoso per la sua leadership, intelligenza e capacità di percepire il pericolo.
Il sindaco Maynard propose di far arrivare l'antitossina per via aerea. Nel febbraio 1924, il primo volo aereo invernale in Alaska era stato condotto tra Fairbanks e McGrath da Carl Eielson, che pilotò un affidabile De Havilland DH-4 emesso dalle United States Postal Service in otto viaggi sperimentali. Il volo più lungo era di sole 260 miglia (420 km); le condizioni peggiori erano -23 °C (-10 °F) che richiedevano così tanti indumenti invernali che l'aereo era quasi non volabile e che pertanto dovette fare diversi atterraggi.
Gli unici aerei che operavano in Alaska nel 1925 erano tre biplani vintage Standard J, appartenenti alla compagnia Fairbanks Airplane di Bennet Rodebaugh (in seguito Wien Air Alaska). L'aereo fu smantellato per l'inverno; aveva abitacoli aperti e motori raffreddati ad acqua, che erano inaffidabili in condizioni estremamente fredde. Poiché entrambi i piloti si trovavano negli Stati Uniti continentali, il delegato dell'Alaska Dan Sutherland tentò di ottenere l'autorizzazione per utilizzare un pilota inesperto, Roy Darling.
Sebbene potenzialmente più veloce, il consiglio di amministrazione della salute rifiutò l'opzione e votò all'unanimità per la staffetta con le slitte trainate dai cani. Seppala fu avvisato quella sera e iniziò subito i preparativi per il viaggio.
Lo United States Public Health Service aveva stanziato 1,1 milioni di unità di siero negli ospedali della costa occidentale, che potevano essere spedite a Seattle e quindi trasportate in Alaska. L'Alameda sarebbe stata la prossima nave a nord e non sarebbe arrivata a Seattle fino al 31 gennaio, dopodiché ci sarebbero voluti altri 6-7 giorni per arrivare a Seward. Il 26 gennaio, l'Anchorage Railroad Hospital trovò 300 000 unità dimenticate, dopo che il capo della chirurgia, John Beeson, sentì della necessità. I sieri erano forniti mediante fiale di vetro, imbottite e infine tutte rinchiuse in un cilindro metallico del peso di poco più di 9 kg. Su ordine del governatore Scott Bone, il contenitore venne impacchettato e consegnato al capotreno Frank Knight, che arrivò a Nenana il 27 gennaio. Sebbene non sufficienti a sconfiggere l'epidemia, le 300 000 unità riuscirono a tenerlo a bada fino all'arrivo della spedizione più grande.
Le temperature all'interno erano ai minimi da 20 anni a causa di un sistema ad alta pressione dall'Artide, e a Fairbanks la temperatura era di -46 °C (-50 °F). Un secondo sistema stava seppellendo l'Alaska sud-orientale, poiché venti a 40 km/h spazzavano la neve in cumuli di 3 m. Il viaggio via mare era pericoloso e attraverso l'interno la maggior parte dei mezzi di trasporto veniva interrotta. Inoltre, c'erano poche ore di luce diurna per volare, a causa della notte polare.
Mentre il primo lotto di siero era in viaggio a Nenana, il governatore Bone diede l'autorizzazione finale alla staffetta per cani, ma ordinò a Edward Wetzler, l'ispettore delle poste statunitensi, di organizzare una staffetta dei migliori conducenti e cani attraverso l'interno. Le squadre avrebbero viaggiato giorno e notte fino a quando non avrebbero consegnato il pacco a Seppala a Nulato.
La decisione indignò William Fentress "Wrong Font" Thompson, editore del Fairbanks Daily News-Miner e sostenitore degli aerei, che aiutò ad allineare il pilota e l'aereo. Usò il suo giornale per scrivere graffianti editoriali.

## La corsa
Il percorso di posta da Nenana a Nome si estendeva per 1085 km in totale. Attraversò l'arido interno dell'Alaska, seguendo il fiume Tanana per 220 km fino allo stesso villaggio di Tanana, all'incrocio col fiume Yukon per poi seguirlo per 370 km fino a Kaltag. Il percorso ha poi passato 140 km a ovest sul Kaltag Portage, fino a Unalakleet sulla riva del Norton Sound. Il percorso ha poi continuato per 335 km a nord-ovest intorno alla costa meridionale della penisola di Seward senza protezione da tempeste e bufere di neve, incluso un tratto di 68 km sul ghiaccio mobile del mare di Bering.
Wetzler contattò Tom Parson, un agente della Northern Commercial Company, che contrasse la consegna della posta tra Fairbanks e Unalakleet. Telefoni e telegrafi riportarono i conducenti ai loro roadhouse assegnati. I corrieri occupavano una posizione venerata nel territorio ed erano i migliori mushers per cani in Alaska. La maggior parte dei conducenti di staffette in tutto l'interno erano nativi Athabaska, discendenti diretti dei mushers originali.
Il primo musher della staffetta è stato "Wild Bill" Shannon, a cui venne consegnato il pacco da 9 kg alla stazione ferroviaria di Nenana, il 27 gennaio alle 21:00. Nonostante una temperatura di -46 °C (-50 °F), Shannon se ne andò immediatamente con la sua squadra di 11 cani inesperti, guidati da Blackie. La temperatura iniziò a scendere e la squadra fu costretta a salire su un tratto ghiacciato del fiume, poiché il sentiero era stato distrutto dai cavalli.
Nonostante avesse cercato di scaldarsi correndo lungo la tratta, Shannon sviluppò ipotermia. Raggiunse Minto alle 3 del mattino, con parti del viso nere per il congelamento; la temperatura era di -52 °C (-62 °F). Dopo aver riscaldato il siero vicino al fuoco e riposato per quattro ore, Shannon sganciò tre dei suoi 11 cani e se ne andò con i restanti otto. I tre cani morirono poco dopo che Shannon tornò a prenderli e anche un quarto morì al ritorno.

### Arrivo a Minto
Il meticcio atabasco Edgar Kalland arrivò a Minto la sera prima e venne rimandato a Tolovana, viaggiando per 110 km il giorno prima della staffetta. Shannon e la sua squadra arrivarono in cattive condizioni alle 11 del mattino e consegnarono il siero. Dopo aver riscaldato il siero nella locanda, Kalland si diresse nella foresta. La temperatura era salita a -49 °C (-56 °F) e, secondo un rapporto, il proprietario del roadhouse di Manley Hot Springs dovette versare dell'acqua calda sulle mani di Kallands per staccarle dal manubrio della slitta quando arrivò alle 16:00.
Il 28 gennaio non vennero diagnosticati nuovi casi di difterite, ma il 29 gennaio ne vennero diagnosticati due nuovi. La quarantena era stata rispettata, ma la mancanza di strumenti diagnostici e la contagiosità del ceppo la resero inefficace. Più unità di siero vennero rinvenute dalle parti di Juneau lo stesso giorno. Sebbene non esista alcun conteggio, la stima basata sul peso è di circa 125 000 unità, sufficienti per trattare da quattro a sei pazienti. La crisi era diventata notizia sui giornali più popolari degli Stati Uniti, tra cui quelli pubblicati a San Francisco, Cleveland, Washington e New York; si diffuse per radio che le notizie stavano diventando comuni. Il sistema delle tempeste dall'Alaska colpì gli Stati Uniti continentali, portando i minimi record a New York e congelando il fiume Hudson.
Una quinta morte a Nome si verificò il 30 gennaio. Maynard e Sutherland rinnovarono la loro campagna per far giungere il siero restante per via aerea. Diverse proposte includevano il volo di un grande aereo per 3200 km da Seattle a Nome. Nonostante la copertura dei titoli quotidiani in tutto il paese, il supporto di diversi dipartimenti di gabinetto e dell'esploratore artico Roald Amundsen, i piani furono respinti da piloti esperti, dalla Marina e dal Governatore Bone. Gli editoriali di Thompson divennero virulenti contro coloro che si opponevano all'uso di aeroplani.
In risposta, Bone decise di accelerare la staffetta e autorizzò piloti aggiuntivi per la tappa della staffetta di Seppala, in modo che potessero viaggiare senza sosta. Seppala doveva ancora coprire la tappa più pericolosa, la scorciatoia attraverso Norton Sound, ma i sistemi telefonici e telegrafici aggiravano i piccoli villaggi che stava attraversando e non c'era modo di dirgli di aspettare a Shaktoolik. Summers si organizzò per i piloti lungo l'ultima tappa, incluso il collega di Seppala, Gunnar Kaasen.
Da Manley Hot Springs, il siero passò in gran parte attraverso le mani degli atabaschi prima che George Nollner lo consegnasse a Charlie Evans a Bishop Mountain, il 30 gennaio alle 3 del mattino. La temperatura si era leggermente riscaldata, ma a -52 °C (-62 °F), stava scendendo di nuovo. Evans faceva affidamento sui suoi cani guida quando attraversava la nebbia ghiacciata, dove il fiume Koyukuk era sfondato e si era sollevato ghiaccio, ma dimenticò di proteggere l'inguine dei suoi due cani guida di razza mista a pelo corto con pelli di coniglio. Entrambi i cani crollarono per congelamento, con Evans che dovette prendere il loro posto tirando la slitta. Arrivò alle 10 del mattino; entrambi i cani erano morti. Tommy Patsy partì nel giro di mezz'ora.
Il siero ha poi attraversato il Kaltag Portage nelle mani di Jack "Jackscrew" Nicolai e del nativo dell'Alaska Victor Anagick, che lo consegnò al suo compagno nativo dell'Alaska Myles Gonangnan sulle rive del Sound a Unalakleet, il 31 gennaio alle 5 del mattino. Gonangnan vide i segni di una tempesta in arrivo e decise di non prendere la scorciatoia attraverso il pericoloso ghiaccio del Sound. Partì alle 5:30 del mattino e, mentre attraversava le colline, "i vortici di neve che passavano tra le gambe dei cani sotto il ventre, facevano sembrare che stessero guadando un fiume che scorreva veloce". Le condizioni meteorologiche si diradarono quando raggiunse la riva, e i venti di burrasca spinsero il vento gelido a -57 °C (-70 °F). Alle 3 del pomeriggio arrivò a Shaktoolik. Seppala non c'era, ma Henry Ivanoff aspettava per ogni evenienza.
Il 30 gennaio, il numero di casi a Nome era arrivato a 27 e l'antitossina era esaurita. Un giornalista di Nome dichiarò: "Tutta la speranza è nei cani e nei loro eroici conducenti... Nome sembra essere una città deserta". Con il rapporto sui progressi di Gonangnan del 31 gennaio, Welch credeva che il siero sarebbe arrivato lì a febbraio.

### Connessione sul Norton Sound
Leonhard Seppala e la sua squadra di cani da slitta, col suo cane guida Togo, viaggiarono per 146 km verso Nome, dal 27 gennaio al 31 gennaio, nella tempesta in arrivo. Presero la scorciatoia attraverso il Norton Sound e si diressero verso Shaktoolik. La temperatura a Nome era relativamente calda −29 °C (−27 °F), ma a Shaktoolik la temperatura era stimata a −34 °C (−37 °F) e la forza di burrasca provocava un vento gelido di -65 °C (−85 °F). Togo corse 563 km per la sua parte di corsa.
La squadra di Henry Ivanoff si scontrò su una renna, aggrovigliandosi appena fuori Shaktoolik. Seppala credeva ancora di avere più di 160 km da percorrere e stava correndo per scendere dal Norton Sound prima che la tempesta lo colpisse.
Con la notizia dell'aggravarsi dell'epidemia, Seppala decise di sfidare la tempesta e ancora una volta si avviò sulla distesa di ghiaccio del Norton Sound quando raggiunse Ungalik, dopo il tramonto. La temperatura è stata stimata a -34 °C (-30 °F), ma il vento gelido, con i venti di burrasca, era -65 °C (-85 °F). Togo guidò la squadra in linea retta nell'oscurità e arrivarono al roadhouse di Isaac's Point alle 8 di sera. In un giorno, avevano percorso 135 km, con una media di 13 km/h. La squadra si riposò e partì alle 2 del mattino nella piena potenza della tempesta.
Durante la notte la temperatura scese a -40 °C (-40 °F) e il vento aumentò fino alla forza della tempesta (almeno 105 km/h). La squadra attraversò il ghiaccio seguendo la costa. Tornarono a riva per attraversare Little McKinley Mountain, salendo 1500 m. Dopo essere sceso al successivo roadhouse di Golovin, Seppala passò il siero a Charlie Olsen il 1º febbraio alle ore 15:00.
Il 1º febbraio, il numero di casi a Nome salì a 28. Il siero in viaggio è stato sufficiente per curare 30 persone. Con la potente tormenta che infuriava e venti di 130 km/h, Welch ordinò di fermare la corsa fino a quando la tempesta non fosse passata, ragionando che un ritardo era meglio del rischio di perdere tutto. I messaggi furono lasciati a Solomon, prima che le linee si interrompessero.
Olsen venne spazzato via dal sentiero e subì un grave congelamento alle mani mentre metteva le coperte sui suoi cani. Il vento gelido era di -57 °C (-70 °F). Arrivò a Bluff il 1º febbraio alle 19:00 in cattive condizioni. Gunnar Kaasen aspettò fino alle 22:00 prima che scoppiasse la tempesta, ma questa peggiorò e le derive avrebbero presto bloccato il sentiero, quindi partì con vento contrario.

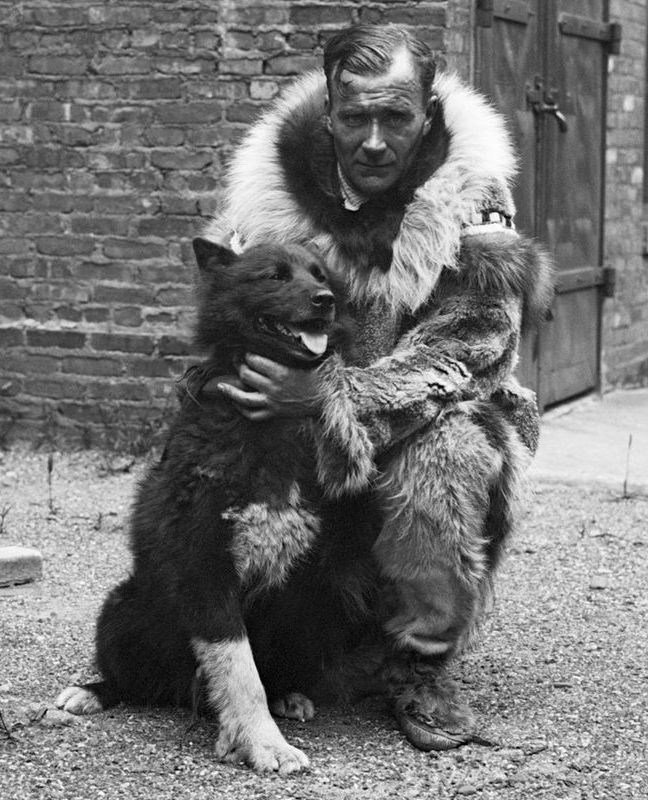
Gunnar Kaasen con Balto, il cane guida della squadra che ha guidato sul finale della corsa al siero

Kaasen viaggiò per tutta la notte, attraverso derive e straripamenti del fiume sopra il monte Topkok di 183 m. Balto guidò la squadra in una visibilità così scarsa che Kaasen non riuscì sempre a vedere i cani imbrigliati più vicini alla slitta. Era a 3 km da Solomon prima di rendersene conto e proseguì. I venti dopo Solomon erano così forti che la sua slitta si capovolse e quasi perse il cilindro contenente il siero quando cadde e rimase sepolto nella neve. Soffrì di congelamento quando dovette usare le mani nude per sentire il cilindro.
Kaasen raggiunse Point Safety prima del previsto, il 2 febbraio alle 3 del mattino. Ed Rohn credeva che Kaasen e la staffetta fossero stati fermati a Solomon, quindi stava dormendo. Dato che le condizioni meteo stavano migliorando, ci sarebbe voluto del tempo per preparare la squadra di Rohn; Balto e gli altri cani si stavano muovendo bene, Kaasen proseguì sulle restanti 40 km per Nome, raggiungendo Front Street alle 5:30 del mattino. Non una singola fiala si ruppe e l'antitossina venne scongelata entro mezzogiorno per essere usata.
Insieme, le squadre hanno coperto le 1085 km in 127 ore e mezza, che è considerato un record mondiale, fatto a temperature estreme sotto zero in condizioni di bufera di neve e venti da uragano. Alcuni cani morirono durante il viaggio.

## Seconda corsa
Poco tempo dopo, Margaret Curran, della Solomon roadhouse, rimase infettata e ciò fece temere che la malattia potesse nuovamente diffondersi dapprima nella locanda e in seguito verso altre comunità. Poco più di 1 milione di unità di siero aveva lasciato Seattle il 31 gennaio, cercando di evitare la consegna a Nome per staffetta dai cani da slitta. Welch chiese che metà del siero fosse consegnato da aerei provenienti da Fairbanks. Egli contattò Thompson e Sutherland, mentre Darling fece un volo di prova la mattina successiva. Assieme al consulente per la salute, il governatore Bone concluse che i casi a Nome stavano diminuendo e negò il permesso, anche se i preparativi procedettero ugualmente. La Marina degli Stati Uniti spostò un dragamine a nord di Seattle ed ai Signal Corps venne ordinato di accendere dei fuochi di segnalazione per guidare gli aerei.
Entro il 3 febbraio, le 300 000 unità originali si erano dimostrate ancora efficaci e l'epidemia era sotto controllo. Un sesto decesso, probabilmente non correlato alla difterite, venne segnalato come un nuovo focolaio della malattia. Il lotto da Seattle arrivò a bordo dell'ammiraglio Watson il 7 febbraio. Accedendo alle pressioni, il governatore Bone autorizzò la consegna di metà carico. L'8 febbraio la prima metà della seconda spedizione iniziò il suo viaggio in slitta trainata da cani, mentre l'aereo non riuscì a partire quando un difetto del radiatore causò il surriscaldamento del motore. L'aereo fallì il decollo anche il giorno successivo e la missione fu annullata.
Il siero giunse il 15 febbraio.

## Conseguenze
Il bilancio delle vittime della difterite a Nome è ufficialmente elencato come 5, 6 o 7, ma Welch in seguito stimò che ci fossero probabilmente almeno 100 casi aggiuntivi, come i campi eschimesi fuori città; i nativi dell'epoca difatti seppellivano i loro morti senza denunciarne la morte. Quarantatré nuovi casi furono diagnosticati nel 1926, ma furono facilmente gestiti con una nuova fornitura di siero.
Tutti i partecipanti alle slitte trainate dai cani hanno ricevuto lettere di encomio dal presidente Calvin Coolidge e il Senato interruppe i lavori per riconoscere l'evento. Ogni musher durante la prima staffetta ha ricevuto una medaglia d'oro dalla H. K. Mulford Company. Il sindaco di Los Angeles presentò a Balto una chiave a forma di osso della città davanti al municipio; l'attrice di film muti Mary Pickford pose una ghirlanda intorno al collo del cane. Poesie e lettere di bambini vennero donate a Balto spontanee campagne di raccolta fondi sorsero in tutto il paese.
Gunnar Kaasen e il suo team divennero delle celebrità e girarono la costa occidentale dal febbraio 1925 al febbraio 1926; recitarono inoltre in un film di 30 minuti intitolato Balto's Race to Nome. Una statua di Balto dello scultore Frederick Roth venne posta al Central Park di New York durante la visita del 15 dicembre 1925. Balto e gli altri cani vennero in seguito acquistati da un circo, dove vissero in condizioni orribili, fino a quando non furono salvati da George Kimble, che organizzò una campagna di raccolta fondi dai bambini di Cleveland, Ohio. Il 19 marzo 1927, i cani ricevettero il benvenuto da eroi quando arrivarono nella loro casa permanente allo Zoo di Cleveland. Ormai malato a causa della sua età avanzata, Balto fu sottoposto a eutanasia il 14 marzo 1933, all'età di 14 anni. Venne imbalsamato e messo in mostra al Museo di Storia Naturale di Cleveland.
Nell'ottobre 1926, Seppala portò Togo e la sua squadra in un tour da Seattle attraversando il Midwest fino al New England, attirando costantemente grandi folle. Vennero presentati al Madison Square Garden di New York per dieci giorni e Togo ricevette una medaglia d'oro da Roald Amundsen. Nel New England la squadra di Siberian husky di Seppala corse molte gare, battendo facilmente la squadra di cani di Arthur Walden col suo cane leader, Chinook. Seppala fece coppia per un'altra gara con Elizabeth M. Ricker a Poland Spring, nel Maine, dove molti dei suoi cani andarono a vivere in pensione e contribuirono all'allevamento di cani da slitta siberiani, incluso Togo che generò molte cucciolate. Seppala visitò Togo e rimase al suo fianco quando venne anch'esso soppresso per eutanasia il 5 dicembre 1929, all'età di 16 anni. Dopo la sua morte, Seppala fece imbalsamare Togo e oggi il cane è esposto in una teca di vetro al museo Iditarod a Wasilla, Alaska. L'abilità di Togo come cane da slitta ha portato a preservare i suoi punti di forza attraverso l'allevamento, come la linea di husky "Seppala Siberian Sleddog", una linea di cani da slitta ricercata.
Nessuno degli altri mushers ricevettero le stesse attenzioni, anche se Wild Bill Shannon fece un breve tour con Blackie. I media in gran parte ignorarono i mushers atabaschi e natii dell'Alaska, che coprivano due terzi della distanza fino a Nome.

## Partecipanti e distanze
Nell'ordine, i mushers e le distanze che hanno coperto; la maggior parte delle tappe doveva essere lunga circa 40 km.
| Giorno      | Musher                   | Legenda | Distanza             |
| ----------- | ------------------------ | --- | -------------------- |
| 27 gennaio  | "Wild" Bill Shannon      | Nenana - Minto - Tolovana. Team composto da 11 Alaskan malamute. Intorno alle 23:00 del 27 gennaio 1925, Shannon ricevette il siero e le istruzioni; le temperature variavano da -40 °C a -52 °C. Alle 3 del mattino, Shannon arrivò al Campbell's Roadhouse di Minto, dove riposò per quattro ore; ripartì con solo 8 cani, poiché Cub, Jack e Jet rimasero feriti dal freddo. Successivamente, questi tre cani morirono per gravi lesioni ai polmoni. Al termine, Shannon riportò un grave congelamento facciale. | 52 miglia (84 km)    |
| 28 gennaio  | Dan Green                | Tolovana - Manley Hot Springs. Temperature sotto i -34 °C, con venti sulle 20 mph. | 31 miglia (50 km)    |
|             | Johnny Folger            | Manley Hot Springs - Fish Lake. Viaggio notturno; Folger era un nativo atabasco che incontrò Joseph ed il suo team in una capanna di Fish Lake. | 28 miglia (45 km)    |
|             | Sam Joseph               | Fish Lake - Tanana. Joseph era un nativo della tribù Tanana, di 35 anni; guidò un team di 7 Alaskan malamute. La temperatura registrata ai Tanana fu di -38 °C. Percorso coperto in 2 ore e 45 minuti, con una velocità media di 9 mph. Alla fine della sua tratta, incontrò la sua famiglia e Nickolai. | 26 miglia (42 km)    |
| 29 gennaio  | Titus Nikolai            | Tanana - Kallands. Anche Nickolai era un nativo atabasco; non si hanno informazioni riguardanti la sua squadra di cani, il tempo coperto ed il viaggio percorso. Incontrò Corning a Kallands. | 34 miglia (55 km)    |
|             | Dave Corning             | Kallands a Nine Mile Cabin. Viaggiò ad una velocità media di 8 mph per 24 miglia. Non si hanno informazioni sui tempi esatti e della squadra. Incontrò Kalland a Nine Mile Cabin. | 24 miglia (39 km)    |
|             | Edgar Kalland            | Nine Mile Cabin - Kokrines. Di professione musher per il servizio postale degli Stati Uniti. Incontrò Pitka a Kokrines. | 30 miglia (48 km)    |
|             | Harry Pitka              | Kokrines - Ruby. Guidò sette cani su una pista in buone condizioni. Corsa notturna con velocità media e superiore a 9 mph. | 30 miglia (48 km)    |
|             | Bill McCarty             | Ruby - Whiskey Creek. Il suo cane guida fu Prince. Affrontò una forte tempesta di neve in un'ora. Arrivò a Whiskey Creek verso le 10, dove s'incontrò con Edgar Nollner. La temperatura s'aggirava sui -40 °C | 28 miglia (45 km)    |
|             | Edgar Nollner            | Whiskey Creek - Galena. Il suo cane guida fu Dixie, di 8 anni. Edgar Nollner era un ventunenne di Galena, che condusse una squadra di 7 Alaskan malamute; incontrò a Galena suo fratello George. | 24 miglia (39 km)    |
| 30 gennaio  | George Nollner           | Galena - Bishop Mountain. Da poco sposato, George Nollner pare avesse effettuato il viaggio utilizzando la stessa squadra del fratello Edgar. | 18 miglia (29 km)    |
|             | Charlie Evans            | Bishop Mountain - Nulato. Per metà natio atabasco, il ventunenne Evans lasciò Bishops Mountain alle 5, con temperature di -53 °C. Arrivò a Nulato alle 10, dopo aver percorso 30 miglia in 5 ore, correndo con una squadra di 9 cani. Due cani soffrirono per congelamento all'inguine durante il viaggio. | 30 miglia (48 km)    |
|             | Tommy "Patsy" Patson     | Nulato - Kaltag. Patson, un nativo Koyukuk ed anch'esso musher ai corrieri postali, percorse un tratto abbastanza rettilineo, impostando la velocità massima registrata durante la corsa; percorse 36 miglia in 3 ore e mezza, ad una velocità media di oltre 10 mph. | 36 miglia (58 km)    |
|             | Jack "Jackscrew" Nicolai | Kaltag - Old Woman Shelter. Natio atabasco, Jackscrew era un uomo di bassa statura, noto per una sua forza insolita. Durante la sua parziale corsa notturna, fece jogging per alleggerire la slitta fino a superare il Kaltag Divide, prendendo un sentiero in discesa verso la Norton Sound. Giunse ad Old Woman Cabin alle 21 di venerdì sera, con una media di quasi 6 mph per 40 miglia su un percorso difficile. | 40 miglia (64 km)    |
|             | Victor Anagick           | Old Woman Shelter - Unalakleet. Anagick, nativo eschimese, fu inviato da Unalakleet con una squadra di 11 cani. Coprì un sentiero di 34 miglia in 6 ore, arrivando alle 3 e mezza di sabato. Il siero ora si trovava a 207 miglia da Nome. | 34 miglia (55 km)    |
| 31 gennaio  | Myles Gonangnan          | Unalakleet - Shaktoolik. | 40 miglia (64 km)    |
|             | Henry Ivanoff            | Shaktoolik - appena fuori Shaktoolik. Per metà russo eschimese, Ivanoff partì verso Golovin. A circa mezzo miglio da Shaktoolik, dovette placare una lite fra alcuni cani della sua squadra. Mentre era fermo, vide la squadra di Siberian husky di Seppala avvicinarsi dall'altra direzione. Passò il siero a Seppala appena fuori Shaktoolik. | 0,5 miglia (0,80 km) |
|             | Leonhard Seppala         | Appena fuori Shaktoolik - Ungalik - Isaac's Point - Golovin. I cani leader furono Togo e Scotty; fu una squadra di 20 Siberian husky, alcuni dei quali vennero lasciati a coppie in vari roadhouse per essere usati come rinforzi per le squadre stanche durante il viaggio di ritorno. Il quarantottenne Seppala, con 20 dei suoi migliori cani, aveva lasciato Nome con l'intento di intercettare il siero a Nulato, ignaro che le staffette fossero state più veloci. Lasciando Isaac's Point sul lato nord della Norton Bay quella mattina, percorse i 69 km appena fuori Shaktoolik, incontrando Ivanoff. Guidò la sua squadra nel vento, con temperature di -50 C° e nell'oscurità. Attraversò la distesa di ghiaccio marino di 32 km tra Cape Denbigh e Point Dexter, in una tormenta accecante. L'olfatto di Togo permise alla squadra di mantenere la rotta, portandoli al punto di sosta sulla costa nord della Norton Bay, presso un igloo eschimese. Seppala nutrì i cani e scaldò il siero, sperando che la bufera di neve si attenuasse. La domenica mattina presto, con temperature di -34 °C, fra fortissimi venti e la tempesta che non diminuiva, raggiunse il Dexter's Roadhouse a Golovin, con i cani completamente esausti. Il siero era ora a 78 miglia da Nome. (Seppala percorse 146 km con il siero, ma guidò altrettanti 274 km da Nome a Shaktoolik per incontrare il siero e riprendere in direzione Nome; questo fa sì che la sua distanza totale coprì 420 km, la distanza più lunga della corsa di oltre 320 km. In un giorno percorse 135 km per compiere un solo viaggio.) | 91 miglia (146 km)   |
| 1º febbraio | Charlie Olson            | Golovin - Bluff. Il suo cane guida fu Jack; la sua squadra fu composta da 7 Alaskan malamute. Olsen aveva lasciato Kaasen all'Olson Roadhouse e si era recato a Golovin per aspettare il siero. Lasciò Golovin alle 3 e 15 di domenica pomeriggio, con temperature di -34 °C ed un vento stimato di 64 km/h. Colpito da raffiche che portarono lui e la squadra fuori pista. A causa del forte vento gelido, Olsen si fermò, mettendo le coperte su ogni cane. Due dei suoi cani soffrirono gravemente agli inguini che si erano congelati. Arrivato all'Olson's Roadhouse, verso le 19 e 30, sorprese Kaasen, che pensava che Olsen potesse essersi fermato ad aspettare che la tempesta cessasse. | 25 miglia (40 km)    |
|             | Gunnar Kaasen            | Bluff - Safety - Nome. Il suo cane guida fu Balto. Il quarantaduenne Kaasen e la sua squadra di 13 cani (riserve di proprietà di Seppala) furono inviati da Nome a Bluff in attesa del siero, mentre Ed Rohn fu mandato a Pt. Safety. Con cumuli di neve fino al petto ed il ghiaccio scintillante, Kaasen non era in grado di vedere il sentiero e si affidò a Balto per guidare la slitta. Un messaggio venne inviato al villaggio di Solomon, per avvertire che Kaasen si fosse fermato giusto il tempo che la tempesta potesse attenuarsi. A causa della forte tempesta, Kaasen sorpassò il villaggio, poiché Balto li teneva sul sentiero principale che passava a sud. Attraversando Bonanza, la slitta si ribaltò a causa del vento, espellendo il siero. Dopo aver cercato il siero nell'oscurità a mani nude nella neve, Kaasen trovò il pacco e continuò. Arrivò a Safety dopo le 2 di domenica notte. il musher Ed Rohn, che avrebbe dovuto portare il siero nell'ultima tappa di Nome, stava dormendo in attesa che Kaasen fosse finalmente giunto, ma quest'ultimo decise di proseguire percorrendo gli ultimi 34 km, arrivando a Nome intorno alle 5 e 30; Kaasen percorse un tempo totale di sette ore e mezza. | 53 miglia (85 km)    |